# Vilanella
Vilanella (fr. villanelle) – utwór wierszowany wywodzący się z włoskiego folkloru, ale rozwijany od XV do XVII wieku we Francji. Tam też został skodyfikowany przez poetę Jeana Passerata (1534–1602). Po dwustu latach rozwoju gatunek ten został zarzucony, aby się odrodzić w XIX wieku w poezji angielskiej. Rozwijana przez takich autorów jak Austin Dobson czy Oscar Wilde vilanella nabrała cech filozoficzno-refleksyjnych. W XX wieku vilanelle pisali min. W.H. Auden, Dylan Thomas czy Elizabeth Bishop. W polskiej literaturze ten gatunek uprawiał m.in. Stanisław Barańczak.
Vilanelle cechuje kunsztowna konstrukcja, na którą składa się pięć trzywersowych strof rymowanych w układzie aba. Szósta, ostatnia strofa, zbudowana jest z czterech wersów w sekwencji abaa. Układ wersów musi spełniać sztywne warunki. Pierwszy wers, lekko zmodyfikowany, musi się pojawić jako trzeci w drugiej, czwartej i szóstej strofie, a wers trzeci na końcu strof trzeciej, piątej i szóstej. Sens powtórzonych wersów może być zmieniony, natomiast rym, rytm i brzmienie powinny zostać zachowane.

## Przykłady
- Maciej Żak Rozum
- Jacek Dehnel Il Sogno
- Monika Mosiewicz Wioskowe (Zelów, Porszewice i okolice)
- Tomasz Paweł Röhrich Północna villanella

- Elizabeth Bishop One Art
- Stanisław Barańczak Płakała w nocy